# Valledoria
Valledoria település Olaszországban, Szardínia régióban, Sassari megyében. Lakosainak száma 4298 fő (2023. január 1.). Valledoria Castelsardo, Santa Maria Coghinas, Sedini, Viddalba és Badesi községekkel határos.

## Népesség
A település lakossága az elmúlt években az alábbi módon változott:
| Lakosok száma | 4332 | 4316 | 4298 |
|               | 2017 | 2018 | 2023 |